# Шишковцы (Хмельницкая область)
Шишковцы (укр. Шишківці) — село в Городокском районе Хмельницкой области Украины.
Население по переписи 2001 года составляло 283 человека. Почтовый индекс — 32027. Телефонный код — 3251. Занимает площадь 0,948 км². Код КОАТУУ — 6821283602.

## Местный совет
32027, Хмельницкая обл., Городокский р-н, с. Кузьмин